# Jacque
Jacque település Franciaországban, Hautes-Pyrénées megyében. Lakosainak száma 67 fő (2022. január 1.). Jacque Laméac, Bouilh-Péreuilh, Chelle-Debat, Marseillan és Peyrun községekkel határos.

## Népesség
A település népességének változása:
| Lakosok száma | 75   | 73   | 74   | 71   | 68   | 65   | 66   | 67   |
|               | 2013 | 2015 | 2017 | 2018 | 2019 | 2020 | 2021 | 2022 |